# Босковерде (Белуно)
Босковерде (итал. Boscoverde) је насеље у Италији у округу Белуно, региону Венето.
Према процени из 2011. у насељу је живело 81 становника. Насеље се налази на надморској висини од 1213 м.